# Austre Skjenholmen
Austre Skjenholmen ou Inste Skjenholmen, est une île dans le landskap Sunnhordland du comté de Vestland. Elle appartient administrativement à Øygarden.

## Géographie
Rocheuse et désertique, elle s'étend sur environ 153 m de longueur pour une largeur approximative de 121 m.